# Kanton Saint-Trivier-de-Courtes
Saint-Trivier-de-Courtes is een voormalig kanton van het Franse departement Ain. Het kanton maakte deel uit van het arrondissement Bourg-en-Bresse. Het werd opgeheven bij decreet van 13 februari 2014, met uitwerking op 22 maart 2015. De gemeenten werden opgenomen in het nieuwe kanton Replonges met uitzondering van Cormoz die werd opgenomen in het nieuwe kanton Saint-Étienne-du-Bois.

## Gemeenten
Het kanton Saint-Trivier-de-Courtes omvatte de volgende gemeenten:
- Cormoz
- Courtes
- Curciat-Dongalon
- Lescheroux
- Mantenay-Montlin
- Saint-Jean-sur-Reyssouze
- Saint-Julien-sur-Reyssouze
- Saint-Nizier-le-Bouchoux
- Saint-Trivier-de-Courtes (hoofdplaats)
- Servignat
- Vernoux
- Vescours